# Abraham Louis Breguet
Abraham Louis Breguet ali Bréguet, švicarski horolog, urar, fizik, mehanik, izumitelj in poslovnež, * 10. januar 1747, Neuchâtel, Švica, † 17. september 1823, Pariz, Francija.

## Življenje in delo
Breguet je bil v Franciji inovator na področju izdelave ročnih ur. Urarstva se je izučil v Franciji in Angliji. Izumil je različne kotvice in mehanizme za navijanje, kakor tudi turbilon (tourbillon) leta 1795, vrsto mehanske ure, oziroma mehanizma s kotvo.
V letu 1775 je ustanovil urarsko podjetje Brequet na senskem otoku Île de la Cité v Parizu.
V Francoski kraljevi mornarici (La Royale) je leta 1815 dobil uradni položaj in postal njen glavni horolog.
Postal je član Komisije za dolžino in Francoske akademije znanosti (Académie des sciences). Kralj Ludvik XVIII. mu je podelil legijo časti.